# Lijst van afleveringen van Peppi en Kokki
Dit is een overzicht van afleveringen van de jeugdserie Peppi en Kokki van de KRO. Er waren 83 afleveringen van Peppi en Kokki. Ze werden op televisie uitgezonden door de KRO in het jaar 1972 tot en met 1978. 
- De afleveringen Als verstekelingen, Als privé detective zijn verdeeld in drie delen of in afleveringen.

Volgens Nan de Vries zijn er echter 88 afleveringen gemaakt. Ook in 1977 werd over dit aantal afleveringen gesproken in diverse kranten.

## Afleveringen

### Seizoen 1 (Nogal Wiedus)[5]
- De afleveringen uit seizoen 1 werden uitgezonden als onderdeel van het kinderprogramma Nogal Wiedus.
- (Afleveringen met een tussen haakjes hebben ook een andere naam of zijn hernoemd).

| Aflevering (seizoen) | Aflevering (serie) | Titel                                                                                    | Uitzenddatum      |
| -------------------- | ------------------ | ---------------------------------------------------------------------------------------- | ----------------- |
| 1                    | 1                  | Peppi en Kokki gaan een dagje naar het strand                                            | 18 oktober 1972   |
| 2                    | 2                  | Peppi en Kokki in het zwembad                                                            | 15 november 1972  |
| 3                    | 3                  | Peppi en Kokki versieren kerstbomen                                                      | 13 december 1972  |
| 4                    | 4                  | Peppi en Kokki als huisknechten                                                          | 10 januari 1973   |
| 5                    | 5                  | Peppi en Kokki als hulpjes van de kapper                                                 | 7 februari 1973   |
| 6                    | 6                  | Peppi en Kokki als hulpjes in het theater (Peppi en Kokki als toneelknechten)            | 7 maart 1973      |
| 7                    | 7                  | Peppi en Kokki als hulpjes op de veiling                                                 | 4 april 1973      |
| 8                    | 8                  | Peppi en Kokki bij de brandweer                                                          | 2 mei 1973        |
| 9                    | 9                  | Peppi en Kokki als oppassers in Blijdorp                                                 | 30 mei 1973       |
| 10                   | 10                 | Peppi en Kokki op vakantie                                                               | 27 juni 1973      |
| 11                   | 11                 | Peppi en Kokki op de kermis                                                              | 19 september 1973 |
| 12                   | 12                 | Peppi en Kokki als clowns in het circus                                                  | 10 oktober 1973   |
| 13                   | 13                 | Peppi en Kokki als verkopers in een modemagazijn                                         | 7 november 1973   |
| 14                   | 14                 | Peppi en Kokki en het paard van Sinterklaas (Peppi en Kokki als hulpjes van Sinterklaas) | 5 december 1973   |
| 15                   | 15                 | Peppi en Kokki bakken oliebollen                                                         | 2 januari 1974    |
| 16                   | 16                 | Tital onbekend*                                                                          | 30 januari 1974   |
| 17                   | 17                 | Peppi en Kokki in de snoepfabriek                                                        | 27 februari 1974  |
| 18                   | 18                 | Peppi en Kokki als ziekenverzorger                                                       | 27 maart 1974     |
| 19                   | 19                 | Peppi en Kokki als tuinman                                                               | 22 mei 1974       |
| 20                   | 20                 | Peppi en Kokki als glazenwasers                                                          | 19 juni 1974      |
| 21                   | 21                 | Peppi en Kokki als koksmaatjes                                                           | 17 juli 1974      |
| 22                   | 22                 | Peppi en Kokki in de Efteling                                                            | 6 augustus 1974   |
| 23                   | 23                 | Peppi en Kokki in de patatzaak                                                           | 14 augustus 1974  |
| 24                   | 24                 | Peppi en Kokki helpen de boswachter                                                      | 11 september 1974 |

### Seizoen 2 (De nieuwe avonturen van Peppi en Kokki)[6]
| Aflevering (seizoen) | Aflevering (serie) | Titel                                                              | Uitzenddatum     |
| -------------------- | ------------------ | ------------------------------------------------------------------ | ---------------- |
| 1                    | 25                 | Peppi en Kokki krijgen een nieuw schip                             | 5 oktober 1974   |
| 2                    | 26                 | Peppi en Kokki laten hun schip dopen                               | 12 oktober 1974  |
| 3                    | 27                 | Peppi en Kokki als speurders                                       | 19 oktober 1974  |
| 4                    | 28                 | Peppi en Kokki maken een reisje met de klaverjasclub               | 26 oktober 1974  |
| 5                    | 29                 | Peppi en Kokki als babysitters                                     | 2 november 1974  |
| 6                    | 30                 | Peppi en Kokki halen een jacht op                                  | 9 november 1974  |
| 7                    | 31                 | Peppi en Kokki op de boerderij                                     | 16 november 1974 |
| 8                    | 32                 | Peppi en Kokki redden een schipbreukeling                          | 23 november 1974 |
| 9                    | 33                 | Peppi en Kokki gaan polsstokspringen                               | 30 november 1974 |
| 10                   | 34                 | Peppi en Kokki als hulpjes van een beeldhouwer                     | 7 december 1974  |
| 11                   | 35                 | Peppi en Kokki als bouwvakkers                                     | 14 december 1974 |
| 12                   | 36                 | Peppi en Kokki op auditie                                          | 21 december 1974 |
| 13                   | 37                 | Peppi en Kokki op het kasteel (Peppi en Kokki en het spookkasteel) | 28 december 1974 |
| 14                   | 38                 | Peppi en Kokki als fotograaf (Peppi en Kokki een dagje uit)        | 18 januari 1975  |
| 15                   | 39                 | Peppi en Kokki als schoonmakers                                    | 25 januari 1975  |
| 16                   | 40                 | Peppi en Kokki en het slaapwandelen                                | 1 februari 1975  |
| 17                   | 41                 | Peppi en Kokki op het carnavalsbal                                 | 8 februari 1975  |
| 18                   | 42                 | Peppi en Kokki in het warenhuis                                    | 15 februari 1975 |
| 19                   | 43                 | Peppi en Kokki en de bankoverval                                   | 22 februari 1975 |
| 20                   | 44                 | Peppi en Kokki als klusjesman                                      | 1 maart 1975     |
| 21                   | 45                 | Peppi en Kokki in het ziekenhuis                                   | 8 maart 1975     |
| 22                   | 46                 | Peppi en Kokki op vrijersvoeten                                    | 29 maart 1975    |
| 23                   | 47                 | Peppi en Kokki en het verdwenen geld                               | 5 april 1975     |
| 24                   | 48                 | Peppi en Kokki als automonteurs                                    | 12 april 1975    |
| 25                   | 49                 | Peppi en Kokki als hulpjes van een bokser                          | 19 april 1975    |
| 26                   | 50                 | Peppi en Kokki doen een goede daad                                 | 26 april 1975    |
| 27                   | 51                 | Titel onbekend*                                                    | 10 mei 1975      |

### Seizoen 3 (De avonturen van Peppi en Kokki)[7]
- Afleveringen 58 tot 64 zijn afkomstig uit de film Peppi en Kokki bij de Marine.

| Aflevering (seizoen) | Aflevering (serie) | Titel                                          | Uitzenddatum     |
| -------------------- | ------------------ | ---------------------------------------------- | ---------------- |
| 1                    | 52                 | Peppi en Kokki op de loop                      | 3 januari 1976   |
| 2                    | 53                 | Peppi en Kokki als schilders & behangers       | 10 januari 1976  |
| 3                    | 54                 | Peppi en Kokki op safari                       | 17 januari 1976  |
| 4                    | 55                 | Peppi en Kokki doen mee aan een stepwedstrijd  | 24 januari 1976  |
| 5                    | 56                 | Titel onbekend*                                | 31 januari 1976  |
| 6                    | 57                 | Kokki heeft een droom                          | 7 februari 1976  |
| Film afleveringen    |                    |                                                |                  |
| 7                    | 58                 | *Peppi en Kokki gaan een dagje uit - deel 1    | 14 februari 1976 |
| 8                    | 59                 | *Peppi en Kokki gaan een dagje uit - deel 2    | 21 februari 1976 |
| 9                    | 60                 | *Peppi en Kokki aan boord van een oorlogsschip | 28 februari 1976 |
| 10                   | 61                 | *Water en vuur                                 | 6 maart 1976     |
| 11                   | 62                 | *Avontuur onder water                          | 13 maart 1976    |
| 12                   | 63                 | *Het ongewilde bootreisje                      | 20 maart 1976    |
| 13                   | 64                 | *De laatste pijl op de boog                    | 27 maart 1976    |

### Seizoen 4 (Peppi en Kokki)[8]
| Aflevering (seizoen) | Aflevering (serie) | Titel                                        | Uitzenddatum     |
| -------------------- | ------------------ | -------------------------------------------- | ---------------- |
| 1                    | 65                 | Het mislukte reisje (Peppi en Kokki op reis) | 9 januari 1978   |
| 2                    | 66                 | Peppi en Kokki op de tennisbaan              | 16 januari 1978  |
| 3                    | 67                 | Peppi en Kokki als schatgravers              | 23 januari 1978  |
| 4                    | 68                 | Peppi en Kokki naar de bank van lening       | 30 januari 1978  |
| 5                    | 69                 | Peppi en Kokki in feestneuzen                | 6 februari 1978  |
| 6                    | 70                 | Peppi en Kokki in de huishouding             | 13 februari 1978 |
| 7                    | 71                 | Peppi en Kokki als schoenpoetsers            | 20 februari 1978 |
| 8                    | 72                 | Peppi en Kokki halen hun schoolgeld terug    | 27 februari 1978 |
| 9                    | 73                 | Peppi en Kokki openen een terrasje           | 6 maart 1978     |
| 10                   | 74                 | Peppi en Kokki maken zich verdienstelijk     | 13 maart 1978    |
| 11                   | 75                 | Peppi en Kokki staan voor aap                | 20 maart 1978    |
| 12                   | 76                 | Peppi en Kokki als privé detective - deel 1  | 3 april 1978     |
| 13                   | 77                 | Peppi en Kokki als privé detective - deel 2  | 10 april 1978    |
| 14                   | 78                 | Peppi en Kokki als privé detective - deel 3  | 17 april 1978    |
| 15                   | 79                 | Peppi en Kokki verkopen ballonnen            | 24 april 1978    |
| 16                   | 80                 | Peppi en Kokki op de markt                   | 1 mei 1978       |
| 17                   | 81                 | Peppi en Kokki en de boze buurman            | 8 mei 1978       |
| 18                   | 82                 | Peppi en Kokki als kwekers                   | 22 mei 1978      |
| 19                   | 83                 | Peppi en Kokki helpen in de viswinkel        | 29 mei 1978      |

### Titel/uitzenddatum onbekend
* Van afleveringen 16, 51 en 56 zijn de titels onbekend. Van onderstaande is wel een titel bekend, maar geen exacte uitzenddatum.
| № | Titel                                           | Uitzenddatum |
| - | ----------------------------------------------- | ------------ |
| 1 | Peppi en Kokki als hulpjes van een wielrenner   | ?            |
| 2 | Peppi en Kokki en het autootje                  | ?            |
| 3 | Peppi en Kokki als verstekelingen deel 1,2 en 3 | ?            |